# Halihal, Basavana Bagevadi
Halihal là một làng thuộc tehsil Basavana Bagevadi, huyện Bijapur, bang Karnataka, Ấn Độ.